# El pern
El pern (en rus: Болт), op. 27, és una música per a ballet en tres actes i set escenes compost per Dmitri Xostakóvitx el 1931 sobre un llibret de Viktor Smirnov. Es va estrenar el 8 d'abril de 1931 al Teatre Acadèmic Estatal d'Òpera i Ballet de Leningrad dirigida per Aleksandr Gauk.

## Trama
El ballet és un relat irònic sobre el treball descarnat en una fàbrica soviètica. El mandrós Lionka odia la feina i, juntament amb un sacerdot local i un complot antisoviètic, planeja sabotejar la maquinària posant-hi un pern. El seu pla és frustrat per un grup de joves comunistes.

## Suite
Xostakóvitx va extreure una suite del ballet, op. 27a, amb vuit moviments:
- Obertura (Introducció)
- El Buròcrata (Polca)
- El ball de Drayman (Variacions)
- Ball amb amics de Kozelkov (Tango)
- Intermezzo
- El ball de l'esclava colonial
- L'apassionat
- Dansa general i apoteosi

La suite es va estrenar el 17 de gener de 1933, a la Gran Sala l'Orquestra Filharmònica de Leningrad, també dirigida per Aleksander Gauk.